# デコトラシリーズ
デコトラシリーズは、（株）青島文化教材社が販売している製品の名前。俗にデコトラと呼ばれる派手な装飾を施したトラックの模型である。

## 概要
1975年に公開された映画『トラック野郎・御意見無用』から始まる東映『トラック野郎』シリーズのブームで、アオシマとバンダイは版権の取得を東映に打診していたが、玩具関連における『トラック野郎』シリーズの版権は最終的にバンダイが独占することになった。そのため、アオシマは独自のトラック模型の路線を展開することになり、デコトラシリーズが誕生した。シリーズ最初期の名称は「デコトラ爆走野郎」であった。当初の車種は中型トラック（初代・日野レンジャー）であり、その後大型トラック（三菱ふそう・Fシリーズなど）に展開した。
1980年代に入り、ザ・グレート・ドルフィン・810が登場。1980年代中盤ごろ、タイヤホイールが新規金型に更新され、1990年代に入りロングシャーシが登場。パネルバン荷台も新規で起こされた。トラクタ・シャーシやダンプ荷台、シャーシ一式は初期デコトラシリーズでも存在したが、新規金型で起こされ新しいものに置き換えられた。
現在のダンプシャーシ、荷台は1991年にリリースされたザ・グレート スーパーフレームダンプ用に起こされたもので、実車のシャーシを細かく再現しており、この頃から現在のヘビーフレイト的なコンセプトがあったことが窺える。
特に初版はバッテリーケースにスリーダイヤがモールドされていて、それがいすゞ車や日野車のキットでもそのまま存在していたが、現在は他車に流用しても違和感がないように消去されフラットになっている。
その後、中型車も風のレンジャーを皮切りに、初代ファイター・840フォワード・クルージング/ライジングレンジャーが登場した。
大型車も1990年代に入りモデルチェンジが行われると、初代プロフィア・初代ギガ・スーパーグレートが続々モデル化された。1/32において、日産ディーゼル（UDトラックス）車は登場していない。バリューデコトラエクストラ、トラック狂想曲シリーズの箱絵では背景にビッグサム、クオンが登場したことがある。
2000年代後半には、グランドプロフィア、レンジャープロ、新型スーパーグレート（当時）、KF/ZM/HEがモデル化された。
初期～2000年代前半まではアオシマオリジナルの装飾を施したデコトラを展開していたが、2000年代中ごろあたりから実在するデコトラ車両を積極的にリリースしている。2010年前後からはそれまでのデコトラシリーズの流れを汲む、一般向けでアオシマオリジナル装飾中心の「バリューデコトラ」シリーズと、ヘビーフレイトシリーズをベースにした上級者向けで実在車中心の「アートトラック」シリーズ、一般向けの「バリューデコトラ エクストラ」シリーズをメインに展開している。他にも「トラック野郎」シリーズ、手のひらサイズで若年層中心の「ミニデコ」シリーズも展開されている。こちらでは日産ディーゼル・レゾナがモデル化されている。
おもちゃなどの分野における｢デコトラ｣の商標は現在もアオシマが保有している。
- 「デコトラ」- 商標登録番号 第4928594号 平成18（2006）年2月10日登録

- 「大型デコトラ」- 商標登録番号 第1434910号 昭和55（1980）年9月29日登録

## 2020年現在発売中の各シリーズ

### バリューデコトラシリーズ
2010年3月発売開始、2022年まで展開された現在のデコトラプラモの中心ともいえるシリーズ。
「断突レンジャー」「猛烈ファイター」「熱血フォワード」を含む4tデコトラシリーズと大型デコトラシリーズ（以下、総称する場合は「旧デコトラ」と表記）のキットをベースに現代風にアレンジした実質的な後継シリーズで、通常モデルの「バリューデコトラ」と特別版の「バリューデコトラエクストラ」の2種類を展開。
旧デコトラシリーズのほかにも、初代「爆走野郎」シリーズで展開された車種もラインナップに入る（以下、爆走野郎シリーズの4t車を「小型デコトラ」と表記）。
コンセプトはかつてのアオシマプラモのパッケージにも記載されたキャッチコピー｢創造のプラモデル｣。組立図通りに作るもよし、オリジナルの1台を作るもよしとパッケージに記載されている。そのため、キットによっては本来不要となる部品を利用して多彩なアレンジを加えることができる。
デコトラシリーズの入門編にお勧めとパッケージに記載されているが、車種によってはパーツの加工を要するものもある。
パッケージのボックスアートは旧デコトラシリーズと違い、背景なしの車両だけのイラストレーションである。エクストラでは車種によって背景ありのイラスト絵や実車の写真を採用している。
ラインナップされる車種は基本的に架空車ではあるが、映画「トラック野郎」の出演車や実在車をモチーフにした車種もある。さらには旧デコトラでは存在しなかった街宣車仕様の車両もラインナップされている。
既存のパーツを流用することで価格も大幅に上昇する前の値段に抑えている（中型3,500→後に3,800円、大型4,800円、エクストラは6,800円、いずれも税抜価格）
これまでの旧デコトラ時代に製作されたパーツだけでなく、新製品の発売時点でヘビーフレイト/アートトラック用に新規設計された既存パーツが投入される車種も多い。中には絶版後10年以上もパーツ化されなかった旧デコトラ部品を投入するモデルもあるが、バリューデコトラのための新金型を投入しない（新規パーツを制作しない）と公式ブログにてアナウンスされている。新規パーツの初出がバリューデコトラではないだけで、バリューデコトラがシリーズ開始以降に並行してリリースされたヘビーフレイトやアートトラック用、エクストラ用に起こされたパーツもセットされることもある。特に、テールランプはヘビーフレイト用に正しいサイズで新規に製作されたものがほぼ全てのキットにセットされており、一番星用に起こされた新規ホイールキャップなども積極的に活用されている。キットの基本構成は旧デコトラシリーズを踏襲しているが、飾り方の自由度やクオリティは飛躍的に高まっている。
旧デコトラ時代ではメーターのデカールがなく荷台ペイントやアンドンなどがすべて紙シールだったが（共通シールにエッチングシールという名前の塩化ビニールシールや水転写デカールもあった）、バリューシリーズではメーターデカールが付属する車種も登場し、各車ごとに水転写デカールやメッキシールなどを採用している（荷台ペイント部分など広範囲な部分には紙シールを使う車種もある）。
荷台の平面部分一面にペイントが入らず、文字のみが入る車両でもキットによってデカールや紙シールの違いがあり、その場合完成品にわずかな質感の違いが生じることがある。
トレーラーには後部の三角反射板や緩和標章を追加したり、ノーマル車として発売されなかった旧型車両でノーマルミラーを使用する際には後年製品化された商品の部品で対応するなど、リアリティを増した改良がおこなわれている。旧デコトラシリーズにはなかった、後部反射器や積載量を示すステッカーが入るなど、ヘビーフレイトからの影響も受けている。
旧デコトラシリーズではなかった、「別車種のグリル移植」や「ショートサイズのトレーラーシャーシに単車ロングパネルの搭載」、「小型デコトラのシャーシに4tデコトラのキャビンの搭載」「単車系ロングシャーシにトレーラー用のタンクローリー搭載」といった、本来の車種構成と異なるシャーシとの組合せなども積極的に行っている。
上記に記した異なるシャーシへ搭載するパーツや大型デコトラロングシャーシのホイールベースを若干短縮させるため適正化の部品などをその都度追加している（ただしこのような追加部品についてメーカーではあくまでも「修正・改良のため」とアナウンスしている）。
No15のブルージャック以降、デカールなどに旧デコトラ時代で使われた「全国出弧虎会（ぜんこくでことらかい）」の名称を復活させている。
原価高騰による利益率低下のためNo.55を以て、シリーズを終了することが発表された。

バリューデコトラで登場した車両をノーマル化したバリューカスタムシリーズが通販限定で展開されている。バリューデコトラと同じロットで生産されているため、ボディやランナーパーツの成形色はバリューデコトラと同じとなる。
| No  | 車名                 | 種類                                       | 発売年月   | 備考 |  |
| --- | -------------------- | ------------------------------------------ | ---------- | --- |  |
| 1   | 鮫肌慕情             | 大型トレーラー タンクローリー              | 2010年3月  | バリューデコトラシリーズ第1号商品。映画に登場したライバル車のタンクローリーをモチーフにしている。 |  |
| 2   | やっちゃば太郎       | 中型平ボディ                               | 2010年4月  | 70年代に発売された、小型デコトラのキャブを4tデコトラのシャーシに装着。 内装部品を使用するために小型デコトラのシャーシ一式も入っているが、足回り関係の一部部品を意図的にオミットした状態で成型したため、小型デコトラのシャーシで組むことはできない。 |  |
| 3   | 首領(どん)           | 大型デカ箱ダンプ                           | 2010年6月  | ヘッドライトをキャビン側に移設したハイルーフキャブの車種に旧式他車種のグリルを移植したデカ箱ダンプ。 |  |
| 4   | 宝飾丸               | 大型冷凍車                                 | 2010年9月  | 長期にわたってパーツ化されてなかったハイルーフパーツを装着、光るデコトラから転用された最終型グリルと回転灯を装着。 なおこのシリーズで使われる回転灯はすべて1/24車モデルの部品を使用。 |  |
| 5   | 恋夢幻               | 中型深箱ダンプ                             | 2010年11月 | 長期にわたってパーツ化されなかった4t用深箱ダンプ荷台を投入する。 |  |
| 6   | マナイタ八兵衛       | 大型トレーラー フラット台車                | 2011年2月  | ダンプ系グリルのキャビンを採用したフラットトレーラー。 |  |
| 7   | いるか12號           | 大型冷凍車                                 | 2011年3月  | 最終型グリルとハイルーフを装着した冷凍車。コクピットパーツのランナー一式がノーマルバンパー(本来は不要部品)と手すり部品のためにメッキ化された。 ヘッドライトには1/24車モデルの透明部品(テールランプ)を使用している。 |  |
| 8   | 憂國烈士             | 大型トレーラー 冷凍ロングパネル/街宣車     | 2011年6月  | 初の街宣車モデル。民族系車両ということもあって当初は雑誌などで扱われなかった等など不遇の扱いを受けたエピソードがある。 なおヘビーフレイトシリーズにも同車両のキャブパーツがあるものの、バリューでは基本的に旧デコトラ時代の物を使用する。 |  |
| 9   | スーパーサンシャイン | 大型深箱ダンプ                             | 2011年7月  | 旧デコトラ時代に製品化された有名実在車のアートパーツと鉄仮面グリルを装着。シャーシの成型色は黄色を採用した。 当車両で使用の深箱ダンプ荷台のパーツは91年のダンプシャーシ刷新の際に投入されたもので、首領(どん)などで使用されてるデカ箱とは別の物となる。 |  |
| 10  | ローリー桃園         | 大型タンクローリー(単車)                   | 2011年9月  | トレーラー用タンクローリーのタンクを単車ロングシャーシに搭載。ハーフサイズのハイルーフを採用した。 名前は映画に登場したホテル名に由来する。 |  |
| EX1 | 袴田運送             | 大型トレーラー ロングパネル                | 2011年11月 | 映画に登場したライバル役のトラックをモチーフにしたモデル。初回特典に新作ウロコシールが封入された。 |  |
| 11  | 四畳半               | 4t保冷車                                   | 2011年12月 | かつての4tデコトラの流れを汲む、荷台にロケットを装着した4t保冷車。荷台マーカーランプ類はデカールで再現されている。 |  |
| 12  | きゃべつ三四郎       | 大型ウイング車                             | 2012年4月  | 初期ヘビーフレイト用の開閉のしないウイング荷台を投入したモデル。以後ウイング車はこの部品をロングシャーシとセットで採用する。 |  |
| 13  | カンカン与太郎       | 大型デカ箱ダンプ                           | 2012年4月  | シャッターグリルを装着したデカ箱ダンプ。この製品で使われてるシャッターグリル部品は2000年代に復刻された物である(後に発見された当時物については首振り銀二の脚注にて)。 名称のカンカンとは車両の重量を測定する大型の秤の台貫を指す。メーカー直営の通販サイトではメッキキャブの限定版も発売された。 |  |
| 14  | 祖國防衛             | 大型深アオリ平ボディ 街宣車                | 2012年6月  | 長らくパーツ化されなかったショートシャーシ用の深アオリ(オープンバンタイプ)平ボディーと2段ハイルーフのパーツを採用した街宣車。ルーフには巨大なスピーカーと回転灯を備える。 |  |
| 15  | ブルージャック       | 大型冷凍車                                 | 2012年8月  | トレーラー用グリルのハイルーフキャブを採用した、実在車をモチーフにした冷凍車。このモデルよりパッケージ天面にアオシマのCIマークが入る。 ミラー部品のために内装ランナー全体にメッキが施されていた。「出孤虎会」の名前はのこのモデルから復活。 なおモチーフになった実在車(もちろんベース車両は全く異なる)も大型デコトラ時代にモデル化されている。                                                           |  |
| 16  | 街道天使             | 大型ダンプ コボレーン仕様                  | 2012年10月 | 別車種のグリルを移植したレトロ系大型ダンプ。 |  |
| EX2 | 椎名急送 コリーダ丸  | 大型保冷車                                 | 2012年12月 | 映画に登場したライバル車両でもあり、旧大型デコトラ時代に発売された商品のリメイク。一部パーツを新規で制作しリニューアルを図っている。 |  |
| 17  | じゃりぱん豚助       | 4tダンプ コボレーン仕様                    | 2012年12月 | 小型デコトラ時代のキャブを4tダンプに搭載し、プラ板をレーザー技術でカットして再現されたサイドスカートのパーツを装着。 このモデルより4t車は300円値上げされた。 |  |
| 18  | 首振り銀二           | 大型トレーラー 単車用ウイング荷台          | 2013年1月  | ショートサイズのトレーラーに単車用ロングシャーシ用のウイングボディ(荷台)を搭載し、キャブに他車種の旧式シャッターグリルを移植。 トレーラー足回りに部品を追加して若干の改修が施されている。 |  |
| 19  | 絶頂丸               | 大型トレーラー 単車用パネルバン            | 2013年4月  | 遊園地のテレビＣＭにも登場した有名車両をモチーフとしたトレーラー。いるか12號同様ヘッドライトには1/24車モデルの透明部品を使用している。 |  |
| EX3 | 押田運送 すずたろう  | 大型冷凍車                                 | 2013年8月  | 実在車をモデル化。バリューシリーズに初投入のキャブを使用。新規パーツを追加している。販売代金の一部を東日本大震災の被災者へ寄付する。 |  |
| 20  | ワリバシ慕情         | 大型平ボディ                               | 2013年5月  | 初代爆走野郎で使用されたキャブと、メッキ成型された最終型ブラックマスクグリルと共にバリューで初投入。ミラー及びステーはフレイト系のシリーズで採用された同車種のものを投入。 長らくパーツ化されていなかったショートシャーシの低アオリ平ボディを採用。 |  |
| 21  | 護國の鬼             | 大型トレーラー 単車用冷凍パネルバン 街宣車 | 2013年7月  | ヘッドライトを移設したハイルーフキャブを採用。デコトラシリーズでは珍しくメッキパーツがない(テールパーツを除く)。 |  |
| 22  | 七代目北斗星         | 大型深箱ダンプ                             | 2013年8月  | 80年代に登場した旧大型デコトラ「北斗星(初代)」を現代にアレンジ。深箱ダンプに現在としてはオーバーサイズなシートキャリアとを装着し、かつての大型デコトラ時代のアートを継承している。 北斗星という名称はかつては旧デコトラ時代のダンプモデルの代名詞だったが、幾度の商品化のうちに違う路線になってしまった。 そのため今作では初代の白いダンプをモチーフとし、車種も2～5代目で使用された車種を採用している。 |  |
| 23  | ヨコモチ根太郎       | 4t平ボディ (小型デコトラシャーシ)          | 2013年11月 | 初代小型デコトラのシャーシに4tデコトラのキャビンをマウントするためのパーツを追加で投入。 パッケージ側面の試作品は緑ナンバーたが、製品版は白ナンバーである。 内装の関係で4tデコトラのシャーシパーツが入ってるため、適合する荷台部品(パネルバンなど)を別途用意すれば4tデコトラのシャーシで組むことも可能。                                                                                                 |  |
| 24  | エサ屋のケンちゃん   | 大型冷凍車                                 | 2014年2月  | 有名車をモチーフにした冷凍車。ホイールベース短縮適正化のパーツを追加で部品化。 |  |
| 25  | ブラックジャック     | 大型デカ箱ダンプ                           | 2014年3月  | 他車のブラックマスクを移植した大型デカ箱ダンプ。名称にブラックが入るが車体色はブルーである。 |  |
| 26  | レタス小五郎         | 大型ウイング                               | 2014年3月  | きゃべつ三四郎の流れを汲む大型ウイング車。改良されたアップライトパーツが追加されている。 |  |
| 27  | 愛國義魂塾           | 4tパネルバン 街宣車                        | 2014年6月  | メーカーの意向で長らく使用を控えていたキャブと初投入するシャッタータイプのバン(元々はイメージリーダーカーのエアロスカート一体型)を採用。 |  |
| 28  | 風神☆雷神            | 2tアルミバン                               | 2014年10月 | シリーズ初の2t車。なおかつ2台セットで販売。 |  |
| 29  | 花巻の悪代官         | ４tウイング                                | 2015年2月  | 一体成形型のメーター煽りのウイング車。映画の相棒車をモデルとしている。 |  |
| 30  | 二代目鮫肌慕情       | 大型トレーラータンクローリー               | 2015年2月  | No.1鮫肌慕情の続編車両。 |  |
| 31  | 電飾烈士             | 大型深箱ダンプ                             | 2015年4月  | |  |
| 32  | 日本男児             | 大型短尺ウイング                           | 2015年5月  | |  |
| 33  | ナスビの帝王         | 大型ウイング                               | 2015年5月  | |  |
| 34  | 二代目髑髏丸         | 大型冷凍車                                 | 2015年10月 | |  |
| 35  | 長ネギ三太郎         | 中型平ボデー                               | 2016年1月  | |  |
| 36  | 5号線のマリー        | 大型ウイングトレーラー                     | 2016年2月  | |  |
| 37  | 琉球慕情             | 大型ダンプ                                 | 2016年3月  | |  |
| 38  | 人魚姫               | 大型冷凍車                                 | 2016年4月  | |  |
| 39  | 忠勇義烈             | 大型タンクトレーラー                       | 2016年6月  | |  |
| 40  | やっちゃば次郎       | 中型平ボデー                               | 2016年8月  | |  |
| 41  | 鉄屑のステージ       | 大型深煽り平ボデートレーラー               | 2016年9月  | |  |
| 42  | ミカン密五郎         | 大型深煽りウイング                         | 2016年10月 | |  |
| 43  | ヤンキーメイト       | 中型深煽りウイング                         | 2017年1月  | |  |
| 44  | さくらんぼ佐藤       | 大型短尺ウイング                           | 2017年2月  | |  |
| 45  | ブッチャケお京       | 大型ダンプ                                 | 2017年3月  | |  |
| 46  | 島根のブリ麿         | 大型冷凍トレーラー                         | 2017年5月  | |  |
| 47  | 憂国烈士２           | 大型冷凍トレーラー                         | 2017年5月  | |  |

エクストラで商品化されたものは番号の頭にEXの文字を記載している。

メーカーサイドでベース車両名のアナウンスをしていないため、ベースやモチーフになった車両名はここでは記載しない。備考での説明文の一部は公式ブログにで発表されたものである。

### アートトラックシリーズ
かつてのビッグカスタムシリーズベースに代わってヘビーフレイトシリーズをベースに展開されるモデル。実在車両のモデルを展開。
| No | 車名                    | 種類        | 発売年月        | 備考                                     |
| -- | ----------------------- | ----------- | --------------- | ---------------------------------------- |
| 1  | 成田商事 大虎丸         | 4軸ウイング | 2011年4月       | アートトラックシリーズ第1号商品。        |
| 2  | 丸美グループ 初代渡月丸 | 大型冷凍車  | 2012年2月       | 新規シャーシやアートパーツを多数追加した |
| 3  | 椎名急送 由香丸3番      | 大型冷凍車  | 2013年12月      | 冷凍機を含めた新規パーツを多数追加       |
| 4  | 永遠の初代渡月丸        | 大型冷凍車  | 2014年7月(予定) | 2番の渡月丸の2011年バージョン            |

### 元祖デコトラシリーズ
初期に発売されたデコトラモデルを現在のキットやパーツで再現(リテイク)した、ヘビーフレイトの旧型車両をベースにしたモデル。

アートパーツはトラック野郎シリーズの一番星号のパーツを流用しているが、クローズドボディは用意されていない。
| No | 車名                       | 種類           | 発売年月   | 備考 |
| -- | -------------------------- | -------------- | ---------- | ---- |
| 1  | 初代唐獅子(2012リテイク版) | 大型パネルバン | 2012年4月  |      |
| 2  | 兄弟星                     | 大型冷凍車     | 2014年12月 |      |
| 3  | 初代うず潮(2015リテイク版) | 大型パネルバン | 2015年4月  |      |

### トラック野郎シリーズ
かつてはバンダイが独占販売権を持ってたシリーズであったが、09年に新シリーズとして登場。玩具関係の版権はバンダイ（バンダイナムコホールディングス）が持っているため、パッケージなどにはバンダイのマーク（CI）の刻印も入っている。
一般ユーザーの手で復元された現存する一番星号の実車(10作目仕様)を完全リサーチして2009年に「故郷特急便」として発売、以後登場した作品に合わせて変更された部分を新規パーツで追加する。

荷台はリアルさを重視し開閉可能なオープンタイプと、作りやすさを重視したクローズドタイプの2種類が用意される。
| No | 車名                    | 作数   | 発売年月   | 備考                                                                 |
| -- | ----------------------- | ------ | ---------- | -------------------------------------------------------------------- |
| 1  | 故郷（ふるさと）特急便☆ | 10作目 | 2009年12月 |                                                                      |
| 2  | 熱風5000キロ☆           | 9作目  | 2010年6月  | このモデルからはクローズドボディはデカールから紙シールに変更される。 |
| 3  | 突撃一番星☆             | 7作目  | 2010年11月 |                                                                      |
| 4  | 天下御免                | 6作目  | 2011年11月 |                                                                      |
| 5  | 男一匹桃次郎☆           | 5作目  | 2012年11月 |                                                                      |
| 6  | 一番星北へ帰る          | 8作目  | 2014年6月  |                                                                      |

### ミニデコトラシリーズ
1981年に登場した1/60スケールの若年層向けのモデルで、部品点数を押さえて組み立てやすさを追求したシリーズ。車軸は前後共にシャフト式で、ステアリング機能は省略されている。
キャブは登場当初日野KFと三菱ふそうFシリーズの2車種が展開されていたが、現在は後に追加されたいすゞ・810スーパーと日産ディーゼル・レゾナ後期の2車種に置き換わる形で展開されている(2車種ともノーマルでは角目4灯式だが、角目2灯に変更された造りグリルがそれぞれ1種類ずつ存在している。)。後者の2車種はグリルとフロントバンパーが一体成型されており、内装やインパネは共通部品を使用している。
荷台はパネルバン・ウイング(可動式)・平ボディ・ダンプ(可動式)・カーキャリアがあり、カーゴ系シャーシは単車（トレーラーを牽引しないタイプ）と呼ばれるものとセミトレーラーのほかにアオシマのトラックモデルで唯一フルトレーラーのモデルもある。フルトレーラーのキットはドリーは固定式となっていて、単車用のボディを流用するため長さも同じである。
かつて「パワデコシリーズ」としてモーターライズ用のシャーシも存在していた。
車軸の組み合わせで通常の後2軸のほかに前2軸の6X2、4軸の8×4もある。ただしタイヤサイズやフロントアクスルの位置はすべて共通である。後輪の軸受けは別パーツであるため改造すれば２軸車として組むことも可能。
カーキャリアトレーラーは過去に西部警察トランスポーターとして起こされたもので、劇用のスーパーマシンやバイクが付属したランナーがある。単車系ウイング車にも荷台内部にパーツを追加する形で同様のランナーが付属している。
ふそうFシリーズ及び日野KFのキャブは再発売されていない為、1980年代に発売された際はふそうFシリーズのキャブだった西部警察トランスポーターは、90年後半～2000年前半の再版時には造りグリルのレゾナに変更されている。かつて存在した青島文化のくまブログにて、ユーザーからのミニデコKFとFシリーズの再販リクエストに応える形で担当者より「キャブの金型が失われているので再販はできない」と発表された。
発売時期によってはパッケージにサック箱を採用していた時期もあった。
2012年4月にミニデコシリーズは「ミニデコNEXT」として新たに展開し、スケールは1/64に表記が改められる（当然キット自体は既存のものを使用している）。NEXTでは新規のパーツはないものの、4軸車やトランスポーターなど過去のシリーズでは採用されなかった種類の物や過去に発売された車種のペイントや行燈をリニューアルした車もある。付属の紙シールには小さな子供向けに好きな言葉やセリフを書いて貼ってもらうことを目的とした余白スペースを設けている。
パッケージはミニデコ時代は背景ありのパッケージアートだったが、NEXTでは白バック無背景のパッケージアートを採用している。車両自体のイラストはミニデコトラシリーズ時代のものをベースにアレンジしていた。2022年に入り再生産が行われ、パッケージデザインが一部変更され、その後No.03以降のキットではイラストが新規に描かれたものとなった。

1/32では90年代以降に荷台やシャーシを新規で起こしてリアルなものに置き換えられたが、ミニデコの荷台やシャーシはシリーズ開始の1981年から変わっていない。1/32でも初期のパネルバン、ダンプ、トラクタシャーシはミニデコのそれとデザインや形状が同じであった。
| No | 車名                   | 種類                       | 発売年月   | 備考 |
| -- | ---------------------- | -------------------------- | ---------- | --- |
| 1  | どすこいゴン太         | パネルバントレーラー       | 2012年4月  | ミニデコNEXT初のモデル。相撲を意識したデザインになっている。 |
| 2  | ジャイヤン             | ダンプ                     | 2012年4月  | どすこいゴン太と同時発売。名前やアンドン文字等はとあるアニメのキャラクターをイメージしたもの。 |
| 3  | 破壊王                 | 平ボデー                   | 2012年6月  | 名前は故人となったプロレスラーをイメージしたもの。 |
| 4  | 真犬勝負               | 前2軸冷凍車                | 2012年6月  | 映画に登場した有名車両をモチーフとした前2軸冷凍車。 |
| 5  | 懲役次郎               | ウイング                   | 2012年8月  | |
| 6  | 暗黒将軍               | キャリアカー               | 2012年8月  | ミニデコシリーズとしては初のキャリアカー。おまけパーツとして劇用車が2台付属する。 |
| 7  | 龍王丸                 | 4軸ウイング                | 2012年10月 | ペイント等に映画やVシネマ等に出演した有名車両の面影を見せる4軸ウイング。乗用車とバイクがおまけとして付属。実はミニデコシリーズとしては初の4軸車と公式アナウンスされている。 ただしベース車両の実車では総軸同径タイヤの低床型4軸車両は存在しない                                   |
| 8  | ネオエンペラー         | 冷凍車/フルトレーラ        | 2012年10月 | 初のフルトレーラ。2011年の金型捜索により発見された金型を使用。80年代を意識したアート車。名前は旧ミニデコ時代に発売された「皇帝」から。 |
| 9  | みちのく花電車         | 4軸ウイング                | 2013年6月  | |
| 10 | 夫婦船                 | 平ボデーフルトレーラ       | 2013年6月  | |
| 11 | さそり(あぶないダンプ) | ダンプ                     | 2013年8月  | かつてシリーズ化された「あぶないダンプ」シリーズの流れを現代風にアレンジ。メッキパーツはNEXTシリーズ唯一の金メッキである。 パッケージは黒にしたかったものの実現できなかったと公式ブログで語られている。本来は使用するパーツのない劇用乗用車及びバイクのランナー一式が付属される。 |
| 12 | 双載龍                 | 前2軸ウイング/フルトレーラ | 2013年8月  | 双載龍と書いて「ダブルドラゴン」と読む。赤と青の炎をバックにした荒波のペイントが施されている。 さそりと双載龍には旧デコトラ時代のキットに同梱された「全国出孤虎会チラシ」をバリューデコトラシリーズに置き換えたバリューデコトラ版全国出孤虎会チラシが同梱されている               |

ミニデコNEXTシリーズは同月に2種類ずつ発売される。

No9みちのく花電車/No10夫婦船を除き奇数番は810スーパーを、偶数番はレゾナをラインナップしている。

## かつて展開された各シリーズ
- 爆走野郎シリーズ/初代デコトラシリーズ
大型、小型、モーターライズの「走る小型」のラインナップがある。
初代デコトラシリーズとして再版した際の大型車の一部車種では現行部品を使用したり（ミラーステーにビッグカスタムのパーツを使用するなど）、一部部品は新たに製作された物もある。
ダンプモデルの「帰ってきた用心棒」ではキャビン関係の部品と一部アートパーツ以外は後にリニューアルされた現行部品を使用し、グリルパーツ（通称ブラックマスクグリル）は当時の金型が行方不明だったために新たな金型が製作されている(後年の金型捜索の時に当時の金型も発見されている)。
- 大型デコトラシリーズ（出弧虎会・アートカミオン2000・爆音デコトラなど）
  - 現在のバリューデコトラの前身となるシリーズである。　当時はノーマル版として、カタログ仕様のイラストデザインを再現したビッグカスタムシリーズも並行して展開されていた。大型デコトラシリーズは2000年代中盤頃より、実在する車両を中心に再現していたが、新規パーツが起こされず既存パーツのみで構成していたため現在のバリューエクストラシリーズとは異なり、実車と異なる箇所が多数見受けられていた。かつて大型デコトラシリーズでもリリースされたコリーダ丸と龍馬號はエクストラシリーズでリテイクされ、その際はホイールキャップやアンドン、テールランプなどに新規パーツを加えて完成度を高めた。
- 4tデコトラシリーズ（断突レンジャー・猛烈ファイター・熱血フォワード・爆走デコトラ列伝/2など）
1986年に小型デコトラに代わる新シリーズとして登場。当初は断突レンジャーのみだったが、後に初代ファイター（猛烈ファイター）、840フォワード（熱血フォワード）、ライジングレンジャーが追加された。ホイールの種類が大型より少なく、3種類しか存在しない。
- 2tデコトラシリーズ
2008年に2車種のみの発売。飾りは専用のパーツは開発されず、基本的には過去のパーツからの流用である。2t車とは謳っているものの、モデル化された車両はニューキャンターとエルフのワイドキャブ、ロングボデーの3t積み仕様である。ホイールも6スタッドで、タイヤも既存の4t車と共通となる。
- 光るデコトラシリーズ
アンドンやマーカーの電飾が点灯したり点滅するシリーズ。爆走野郎時代からラインナップされており、初期は麦球を使って乾電池を使って点灯させていたが、LED光るデコトラではLEDと回路基板を使い家庭用電源で点灯させる。
- デコトラバスロケットJr.ロングシリーズ
- トラック狂走曲シリーズ
アーケードゲーム「トラック狂走曲」に登場した車両をモデル化。全4種。但し既存の車両やパーツを流用しているため実際のゲームに登場する車両と異なる。特にアオシマではキット化されていないビッグサムがベース車だった車両もあり、その際はプロフィアとギガにベース車が差し替えられている。プルバックゼンマイで走る「トラック狂走曲Jr」シリーズも品揃えされた。
- 日本縦断デコトラJr.シリーズ
- 爆走デコトラ野郎シリーズ
- 爆走デコトラ列伝Jr.シリーズ
- デコバンシリーズ
ワンボックス車種をベースにデコレーションしたシリーズ。車種によってスケールが異なっていた（1/22もしくは1/20など）。